# Робинзон (магазин)
Робинзон је стрип магазин који се појавио у Београду 1936. године. Иако је изашло само 12 бројева, овај лист је значајан јер је објављивао стране стрипове.
Један од највећих предратних издавача стрипова Александар Ј. Ивковић покренуо је нови стрип магазин под називом "Робинзон". У графичком погледу овај нови магазин био је верна копија тек угашеног "Стрипа". Имао је 8 страна формата 24,5 × 35 cm. Од седмог броја све странице "Робинзона" се штампају у једној боји — љубичастој, плавој или зеленој. Крајем августа исте 1936. године лист је угашен након издатих само 12 бројева.